# Shikano Buzaemon
Shikano Buzaemon (鹿野 武左衛門, né en 1649 à Namba (Osaka), mort le 6 septembre 1699) est un maître japonais de rakugo.
Avec Tsuyu no Gorebe et Yonezawa Hikohachi, Shikano compte parmi les premiers maîtres de la narration de style rakugo. Trente-neuf histoires du maître récit (hanashika) paraissent en 1686 sous le titre Shika no makifude (鹿の巻筆).
En 1693 se déclare une épidémie de choléra qui emporte 11 000 personnes. L'épidémie se propage notamment en raison de la croyance rapportée dans le recueil d'histoire Shika no makifude  selon laquelle consommer des umeboshi (prunes marinées) diminue les risques d'attraper la maladie, ce qui conduit à une explosion du prix des umeboshi. Shikano est banni à cause d'une responsabilité partagée, mais il meurt avant que la peine soit appliquée,. Avec lui disparaît bientôt le rakugo de la capitale Edo avant d'être repris cent ans plus tard par Utei Emba.